# Бокань
Бокань (рум. Bocani) — село у Фалештському районі Молдови. Утворює окрему комуну.

## Населення
За даними перепису населення 2004 року у селі проживали 1419 осіб.
Національний склад населення села:
| Національність | Кількість осіб | Відсоток |
| -------------- | -------------- | -------- |
| молдавани      | 1413           | 99,6%    |
| українці       | 4              | 0,3%     |
| росіяни        | 1              | 0,1%     |
| гагаузи        | 1              | 0,1%     |
| Всього         | 1419           | 100%     |